# Лапчастоніг азійський
Лапчастоніг азійський (Heliopais personatus) — вид журавлеподібних птахів родини лапчастоногових (Heliornithidae).

## Поширення
Вид поширений у Південно-Східній Азії від Східної Індії до Суматри. Мешкає у різноманітних типах водойм з густою рослинністю. Трапляється у прісних і солонуватих водоймах, затоплених лісах та мангрових болотах.

## Опис
Птах завдовжки до 53 см. Має сильний жовтий дзьоб, довгу зелену шию, перетинчасті лапи. І самці, і самиці мають чорну маску і брови, що контрастують з білим горлом. Решта шиї сіра, груди білі. Спина, крила і хвіст коричневі. Самці мають повністю чорне підборіддя, а у самиць підборіддя біле.

## Спосіб життя
Живуть окремо або парами. Більшість часу проводять на воді. Харчуються різноманітними безхребетними, равликами, мальками риб та жабами. Сезон розмноження збігається з сезоном дощів. У Бангладеш період розмноження спостерігався з червня по вересень. Гніздо будується на березі поруч з водою. У гнізді 3-7 яєць. Пташенята темно-сірого кольору з білою плямою на кінчику дзьоба. Пташенята залишають гніздо незабаром після вилуплення.

## Охоронний статус
Вид знаходиться під загрозою зникнення. За оцінками МСОП, світова популяція виду нараховує 2500 птахів. Поширений птах дуже фрагментарно.